# Bouansa
Bouansa är en småstad (franska: communauté urbaine) i Kongo-Brazzaville. Den ligger i departementet Bouenza, i den sydvästra delen av landet, 170 km väster om huvudstaden Brazzaville. Antalet invånare är 26 827.